# Macrodactylus zischkai
Macrodactylus zischkai är en skalbaggsart som beskrevs av Frey 1966. Macrodactylus zischkai ingår i släktet Macrodactylus och familjen Melolonthidae. Inga underarter finns listade i Catalogue of Life.